# ادوین لمرت
ادوین ام. لمرت (به انگلیسی: Edwin Lemert)؛ (۸ می ۱۹۱۲–۱۰ نوامبر ۱۹۹۶) استاد جامعه‌شناسی در دانشگاه کالیفرنیا بود. نظریه انحراف اولیه و انحراف ثانویه در حوزه جامعه‌شناسی انحرافات و جرم‌شناسی از اوست.

## سال‌های اولیه
لمرت در سینسیناتی، اوهایو زاده شد. او در رشته جامعه‌شناسی مدرک لیسانس را از دانشگاه میامی در سال ۱۹۳۴ و دکتری را از دانشگاه ایالتی اوهایو در سال ۱۹۳۹ گرفت. وی به‌طور مشخص در جامعه‌شناسی و انسان‌شناسی تخصص داشت. او برای مدت کوتاهی به استادی در دانشگاه ایالت کنت و دانشگاه میشیگان غربی رسید.
لمرت با جامعه‌شناسان دیگر در آن زمان، بررسی کرد که چگونه بیشتر کنش‌های اجتماعی به عنوان اعمال انحراف در نظر گرفته می‌شوند. او در حین تحصیل بر اعتیاد به مواد مخدر به عنوان نیروی قدرتمندی در کار تمرکز کرد. در کنار تغییرات جسمانی ناشی از اعتیاد و همه مسایل اقتصادی که می‌تواند ایجاد کند، فرایند بسیاری از یادگیری هویت و توجیه هر عملی وجود داشت: من این کارها را انجام می‌دهم زیرا این گونه هستم. فعالیت‌هایی مانند مشروب‌خواری و / یا دزدی از مغازه بر شخصیت فرد منعکس نمی‌شود.

## انحراف ثانویه
لمرت در سال ۱۹۵۱ نوشت: «اعمال فرد به صورت ذهنی تکرار و سازماندهی می‌شود و به نقش‌های فعال تبدیل می‌گردد و معیار اجتماعی برای اعطای موقعیت می‌شود… زمانی که فرد شروع به استفاده از رفتار انحرافی یا نقشی مبتنی بر آن به عنوان وسیله دفاع، حمله یا تطبیق با مسایل آشکار و پنهان ایجاد شده در نتیجه واکنش جامعه به او به‌کارگیری می‌کند، انحراف ثانویه شکل گرفته است.»